# レイジング・スタッフ
レイジング・スタッフは、かつて新日本プロレスで活動していたヒールユニット。旧ユニット名はブロンド・アウトローズ。

## 略歴
1989年秋、後藤達俊が髪を金髪にし、ヒールに転身。ヒロ斎藤、保永昇男と結託してブロンド・アウトローズを名乗る（名付け親は坂口征二であるとヒロが述懐している）。翌1990年初頭にスーパー・ストロング・マシンが合流し、4人のチームとなる。同年12月には、マシンと斎藤が馳浩・佐々木健介組を破り、第14代IWGPタッグ王座を奪取。
1992年3月、チーム名をレイジング・スタッフに改める。マシン以外のメンバーもマスクを被り（改称当初のみ。紫＝マシン、赤＝斎藤、緑＝後藤、オレンジ＝保永）、タイツにはイニシャルの「RS」を織り込んだロゴマークがあしらわれていた。
しかし1993年9月、マシンと後藤が方向性の違いから分裂した。マシンはWARに参戦、後藤も平成維震軍に加入する。残ったヒロ・保永もしばらくはレイジング・スタッフとして活動していたが、1995年2月、狼群団結成時にヒロ斉藤の加入もあり、自然消滅となった。

## メンバー
- ヒロ斎藤
- 後藤達俊
- 保永昇男
- スーパー・ストロング・マシーン

## サポートメンバー
- アニマル浜口
- 谷津嘉章
- 仲野信市

## 参考資料
闘魂スペシャル VOL.74